# Котежипи
Котежипи (порт. Cotegipe) — муниципалитет в Бразилии, входит в штат Баия. Составная часть мезорегиона Крайний запад штата Баия. Входит в экономико-статистический  микрорегион Котежипи. Население составляет 14 026 человек на 2006 год. Занимает площадь 4018,594 км². Плотность населения — 3,5 чел./км².

## История
Город основан в 1820 году.

## Статистика
- Валовой внутренний продукт на 2003 год составляет 30 641 170,00 реалов (данные: Бразильский институт географии и статистики).
- Валовой внутренний продукт на душу населения на 2003 год составляет 2232,18 реалов (данные: Бразильский институт географии и статистики).
- Индекс развития человеческого потенциала на 2000 год составляет 0,607 (данные: Программа развития ООН).